# Bezirk Brzeżan
Bezirk Brzeżan – dawny powiat (Bezirk) kraju koronnego Królestwo Galicji i Lodomerii, funkcjonujący w latach 1854–1867. Siedzibą starostwa było miasto Brzeżan (Brzeżany).

## Historia
Bezirk Brzeżan utworzono w ramach reformy uwłaszczeniowej z okresu Wiosny Ludów (1848–1849), która likwidowała jurysdykcję właściciela ziemskiego nad poddanymi. W Galicji, dominium – jako podstawowa jednostka administracyjna i filar systemu feudalnego straciło rację bytu. Konieczne stało się zatem wprowadzenie nowego systemu administracyjnego, którego zręby powstały w latach 1851–1855. Nowy trójstopniowy podział administracyjny objął 21 cyrkułów (niem. Kreise), 179 małych powiatów (niem. Bezirke) i ponad 6000 gmin (niem. Gemeinde).
Bezirk Brzeżan objął obszar o wielkości 9,6 mil², zamieszkany przez 33.407 ludzi i podzielony na 43 gminy katastralne, w tym jedno miasto (Brzeżany) i dwa miasteczka (Narajów i Rohaczyn). Wszedł w skład cyrkułu brzeżańskiego, jako jeden z jego ośmiu powiatów.
Po nadaniu Galicji autonomii oraz powołaniu samorządu gminnego i powiatowego w 1865 zlikwidowano cyrkuły (Kreise). Dotychczasowe małe powiaty (Bezirke) w liczbie 179, utrzymały się do 1867 roku, kiedy to w następstwie kolejnej reformy administracyjnej (23 stycznia 1867) zostały zastąpione przez 74 większych powiatów. Obszar zniesionego Bezirk Brzeżan wszedł wtedy w całości w skład nowego powiatu brzeżańskiego.

## Podział administracyjny (1854)
| Lp. | Gmina jednostkowa    | Powierzchnia | Ludność | Powiat w 1867 po zniesieniu |
| --- | -------------------- | ------------ | ------- | --------------------------- |
| 1   | Brzeżan (M)          | 3245         | 7299    | brzeżański                  |
| 2   | Raj                  | 2376         | 404     | brzeżański                  |
| 3   | Hinowice             | 2961         | 414     | brzeżański                  |
| 4   | Baranówka            | 2961         | 341     | brzeżański                  |
| 5   | Kuropatniki          | 5047         | 1389    | brzeżański                  |
| 6   | Budyłówka            | 5047         | 27      | brzeżański                  |
| 7   | Kotów                | 2178         | 1079    | brzeżański                  |
| 8   | Leśniki              | 853          | 510     | brzeżański                  |
| 9   | Łapszyn              | 5300         | 1290    | brzeżański                  |
| 10  | Nadorożniów          | 3418         | 237     | brzeżański                  |
| 11  | Olchowiec            | 2657         | 678     | brzeżański                  |
| 12  | Posuchów             | 1580         | 435     | brzeżański                  |
| 13  | Potutory             | 3110         | 616     | brzeżański                  |
| 14  | Żółnówka             | 3110         | 395     | brzeżański                  |
| 15  | Rybniki              | 1903         | 720     | brzeżański                  |
| 16  | Nowogrobla           | 1903         | 720     | brzeżański                  |
| 17  | Szybalin             | 3505         | 1344    | brzeżański                  |
| 18  | Sarańczuki           | 5606         | 1197    | brzeżański                  |
| 19  | Baźnikówka           | 5606         | 124     | brzeżański                  |
| 20  | Trościaniec          | 3650         | 815     | brzeżański                  |
| 21  | Żuków                | 2162         | 611     | brzeżański                  |
| 22  | Szumlany             | 2162         | 330     | brzeżański                  |
| 23  | Byszki               | 2183         | 737     | brzeżański                  |
| 24  | Potok                | 2408         | 590     | brzeżański                  |
| 25  | Kurzany              | 4072         | 981     | brzeżański                  |
| 26  | Podwysokie           | 1578         | 286     | brzeżański                  |
| 27  | Hucisko              | 1578         | 350     | brzeżański                  |
| 28  | Demnia               | 1578         | 202     | brzeżański                  |
| 29  | Wólka                | 1141         | 372     | brzeżański                  |
| 30  | Mieczyszczów         | 4171         | 1091    | brzeżański                  |
| 31  | Rohaczyn (M)         | 1685         | 376     | brzeżański                  |
| 32  | Rohaczyn Dorf        | 2337         | 384     | brzeżański                  |
| 33  | Narajów (M) z Łanami | 6018         | 2235    | brzeżański                  |
| 34  | Narajów Dorf         | 3564         | 901     | brzeżański                  |
| 35  | Wierzbów             | 4891         | 1240    | brzeżański                  |
| 36  | Dworce               | 409          | 180     | brzeżański                  |
| 37  | Buszcze              | 1580         | 630     | brzeżański                  |
| 38  | Poruczyn             | 2391         | 557     | brzeżański                  |
| 39  | Plichów              | 1899         | 254     | brzeżański                  |
| 40  | Wolica               | 1899         | 128     | brzeżański                  |
| 41  | Urmań                | 2538         | 561     | brzeżański                  |
| 42  | Dryszczów            | 1463         | 522     | brzeżański                  |
| 43  | Litiatyn             | 2464         | 575     | brzeżański                  |

Objaśnienie:
(M) = miasto; (m) = miasteczko